# Eric Chu

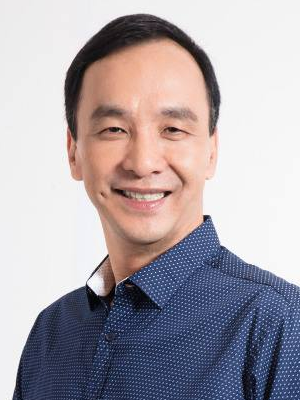
Eric Chu em 2017

Eric Li-luan Chu (Chinês tradicional: 朱立倫; pinyin: Zhu Lìlún; nascido em 7 de Junho de 1961) é um político de Taiwan,  Estatístico, acadêmico e atual presidente do partido Kuomintang.
Nascido dentro de uma familia política com fortes laços com o partido Kuomintang, Chu se graduou na Universidade Nacional de Taiwan e ganhou um PhD da Universidade de Nova Iorque. Ele serviu como um membro do Yuan Legislativo da República da China entre 1999 e 2001, foi um magistrado do condado de Taoyuan de 2001 até 2009; E de 2009 até 2010 ele serviu como Vice-Premier da República da China sob o mandato de Wu Den-yih. Ele foi eleito como o primeiro prefeito da recém estabelecida de cidade especial de Nova Taipé em 27 de Novembro de 2010.
Em 17 de janeiro de 2015, ele foi eleito sem oposição como presidente do Kuomintang, sucedendo Ma Ying-jeou . Em 17 de outubro de 2015, ele foi escolhido como candidato do KMT para a eleição presidencial de 2016, substituindo o candidato titular Hung Hsiu-chu . Chu foi derrotado por sua oponente Tsai Ing-wen e, posteriormente, renunciou ao cargo de presidente do KMT. Ele foi sucedido como prefeito de Nova Taipé por Hou Yu-ih em 2018.  Como resultado da eleição para presidência do Kuomintang em 2021, ele retornou ao seu antigo cargo de presidente do partido.

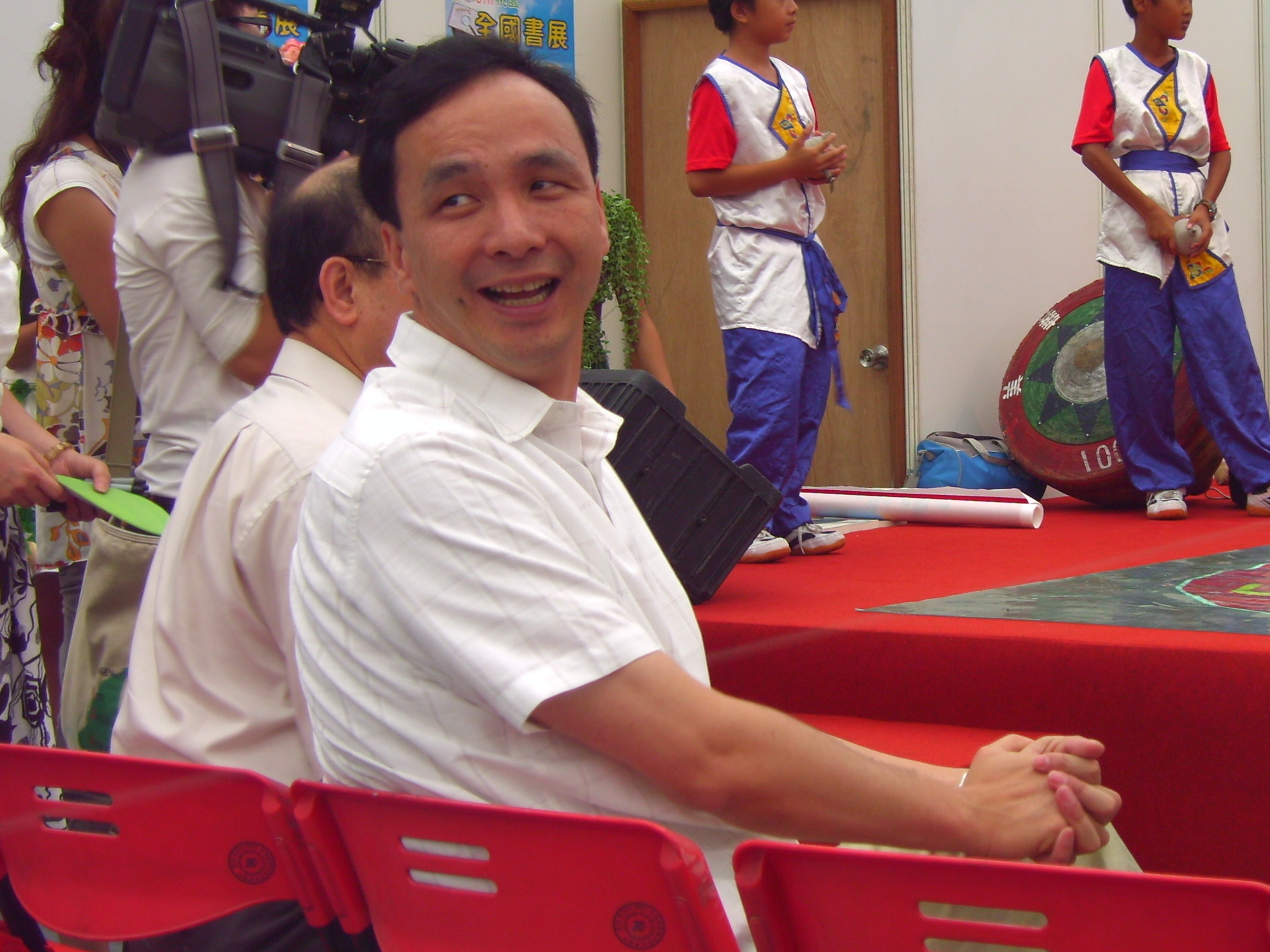
Chu na Exposição do Livro de Taoyuan de 2007

## Links externos
- Media relacionados com Eric Chu no Wikimedia Commons
- O Wikiquote possui citações de ou sobre: Eric Chu
- New Taipei Mayor Arquivado em 22 julho 2012 no Wayback Machine – New Taipei Government Portal